# Bertold II. Bogenski
Bertold II. Bogenski  * ok. 1125 ; † 21. marec 1167) iz rodbine grofov Bogenskih, stranske linije dinastije Babenberžanov iz Avstrije, je bil grof Bogenski  in Windberški (1146 – 1167 ), sodni izvršitelj nad Oberaltaichom (1154), v Prüfening (1156) in  v Windbergu (1158).

## Izvor in dediščina
Bil je sin in dedič grofa Alberta II. Bogenskega -Windberškega († 13. januarja 1146) in njegove druge žene grofice Hedvike Windberške († 1. decembra 1162), vdove grofa Hermana I. Winzenburškega († 1137/1138), hčerke grofa Popa I. Vovbrškega († 1098).
Bil je vnuk grofa Alberta I. Bogenskega in Windberškega († 1100) in njegove žene Liutgard Diessensko - Regensburške († 1110/1120), dedinje gospostva Windberg, hčerke grofa Friderika I. Regensburškega / Friderika II. Diessenskega († 1075),  odvetnik katedrale v Regensburgu in Irmgard Gilhinške.
Rodbina Bogenskih je bila v 12. in 13. stoletju pomembna visoka plemiška družina na Bavarskem s prebivališčem severno od Donave v Straubingu. Okoli leta 1140 sta njegova oče in mati s pomočjo škofa Otona Bamberškega († 1139) ustanovila samostan Windberg, ki je bil posvečen 21. in 22. maja 1142.
Bertold II. je leta 1146 postal grof Bogenski-Windberški in nadaljeval očetove spopade proti škofoma Regensburga in Passaua, bavarskim vojvodam in bratrancem mejnim grofom. Pomagal je poseliti obmejna gozdna ozemlja in bil odvetnik Niederalteicha, Regensburga, Passaua, Prüfeninga in Windberga.

## Družina
Prvi zakon: z Matildo Formbaško - Pittensko († 7. november 1160), hčerko grofa Ecberta II. Formbaškega († 1144) in njegove žene mejne grofice Williberg Štajerske († 1145). Zakon je bil brez otrok.
Drugi zakon: ok. 1164 z Liutgard Burghausensko († 24. februar 1195), hčerko grofa Gebharda I. Burghausenskega († 1163) in mejne grofinje Sofije Wettinske - Meissenske († 1190). Imala sta dva otroka:    
- Albert III. Bogenski /IV. (* 11. julij 1165; † 20. december 1197), grof Bogenski-Windberški (1197), poročen 1184 s princeso Ludmilo Češko (* 1170; † 4. avgust 1240), hčerko vojvode Friderika Češkega († 1189) in Elizabete Ogrske († 1190), hči kralja Geze II. († 1162).
- Hedviga († 13. junij 1188), poročena z grofom Ekbertom I. Degendorfskim in Perneškim († 19. januar 1200), sinom Ulrika III. (I.) Degendorfskega in Perneškega († 1172) in njegove žene grofice Kunigunde Formbaške -Pitenske († f 1151).

## Zunanje reference
- Manfred Hiebl: Berthold II., Graf von Bogen-Windberg (1146 – 1167), Vogt von Oberaltaich, Windberg und Prüfening . V: Grafen von Bogen. Genealogie-Mittelalter
- Grafen von Bogen, fmg.ac